# イタリア6番地
イタリア6番地は、2人組アコースティックユニット。2012年2月に結成。

## 概要
ソロ活動をしていた末永てつや・門田剛典が各自で活動を行う中であるオーディションで意気投合し、2012年に結成。アコースティックユニットで特徴のある2人の声とメロディから生まれる心地よい音楽は聴く人の心に深く響く。現在、LIVE・学園祭などに精力的に活動中。

## メンバー
末永てつや（すえなが てつや）
- ボーカル、ギター担当

門田剛典（かどた ごうすけ、1988年6月14日 - ）
- ボーカル、ギター担当